# لیکساید (آیووا)
لیکساید (به انگلیسی: Lakeside) شهری در ایالت آیووا کشور ایالات متحده آمریکا است که جمعیت آن در سرشماری سال ۲۰۱۰ میلادی، ۵۹۶ نفر بوده‌است.